# Anta de Monte Abraão
L'Anta de Monte Abraão est un dolmen situé dans la freguesia de Queluz e Belas (pt), sur le territoire de la municipalité de Sintra (district de Guarda, Portugal),. 
Le mot anta est l'équivalent portugais d'« ante » (pilier terminal d'un temple grec ou romain), mais il est aussi employé pour désigner les pierres d'un dolmen ou le dolmen lui-même. Environ 5 000 structures mégalithiques de ce type ont été construites au Néolithique dans l'ouest de la péninsule Ibérique par les successeurs de la culture de la céramique cardiale ou Cardial.
Il est classé monument national depuis 1910 .

## Historique
Ce monument mégalithique remonte au milieu ou à la fin du Néolithique (4 000-2 500 av. J.-C.). 
L'Anta de Monte Abraão, l'Anta de Estria et l'Anta de Pedra dos Mouros (également connue sous le nom d'Anta do Senhor da Serra) sont collectivement connues sous le nom d'Antas de Belas et ont été identifiées pour la première fois entre 1870 et 1976 par Carlos Ribeiro (pt), considéré comme le « père » de l'archéologie préhistorique portugaise. Les fouilles suggèrent qu'il a servi de tombe à environ 80 individus.

## Description

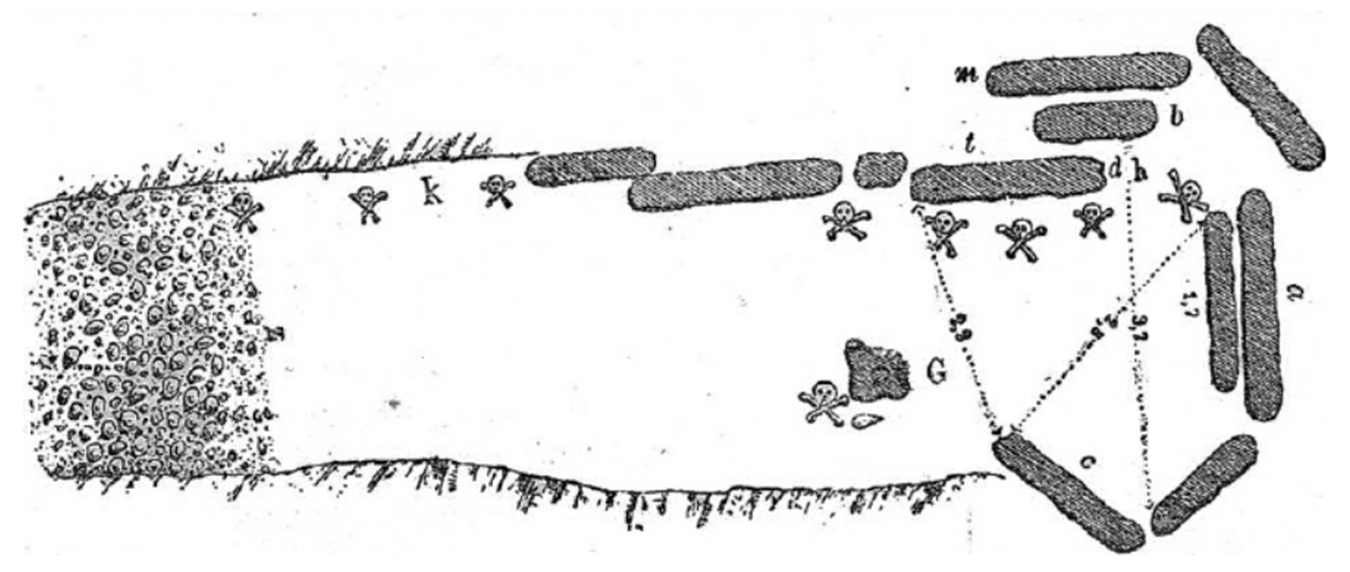
Croquis du dolmen par Ribeiro.

Sa chambre funéraire est orientée est-ouest. Elle comportait au moins six orthostates en calcaire, dont trois ont été découverts in situ par Ribeiro. La chambre polygonale mesurait 3,60 m de diamètre et était accessible par un couloir de 8,00 m de long sur 2,00 m de large. Des travaux ultérieurs menés par Vergílio Correia Pinto da Fonseca ont permis d'identifier des dessins limités sur certaines pierres. Malgré la destruction de la tombe, les fouilles ont permis de découvrir de nombreuses pièces, notamment des haches en pierre, des outils et des lames en silex, des pointes de flèches en silex, des têtes de massue, des céramiques, des vases en argile et des objets de parure. Ces pièces sont exposées au Musée géologique portugais de Lisbonne. 

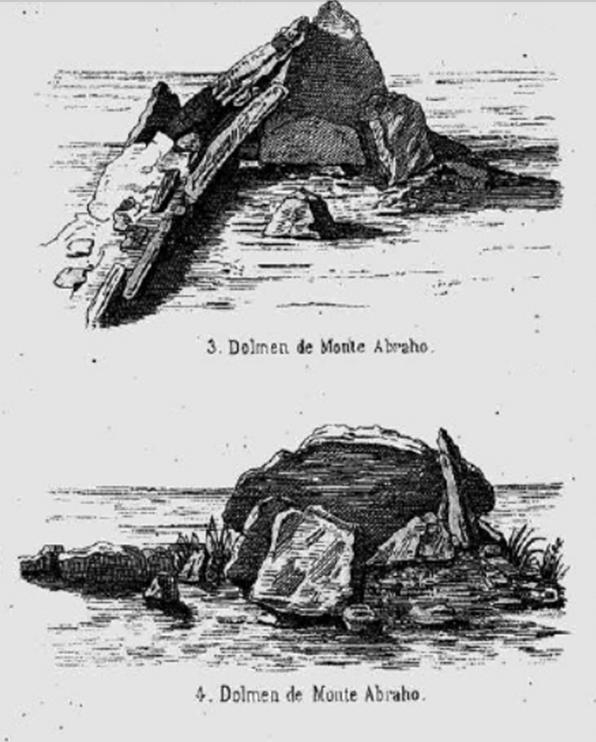
Deux dessins de Ribeiro.

Hormis la visite de Da Fonseca, les découvertes de Ribeiro n'ont suscité que peu d'intérêt pour le dolmen jusqu'aux années 1960, lorsque les archéologues se sont inquiétés de la possible destruction de l'Anta de Monte Abrãao, conséquence de l'expansion urbaine et de la construction d'autoroutes. De plus, l'Anta do Monte Abrãao était menacée par l'exploitation d'une carrière située à proximité. L'état actuel des pierres est médiocre et de nombreux graffitis sont visibles. 